# Tezontepec de Aldama (kommun)
Tezontepec de Aldama är en kommun i Mexiko.   Den ligger i delstaten Hidalgo, i den sydöstra delen av landet, 80 km norr om huvudstaden Mexico City.
Följande samhällen finns i Tezontepec de Aldama:
- Tezontepec de Aldama
- Atengo
- Presas
- Panuaya
- La Cruz
- Tenango
- Colonia San Juan
- La Palma
- La Loma
- San Isidro el Tanque
- Colonia Lázaro Cárdenas
- Binola
- El Chamizal
- 5 de Febrero
- Manantiales de Cerro Colorado
- Las Cruces